# Tom Dick and Harry-hegység
A Tom Dick and Harry-hegység két mérföld hosszan elnyúló vulkanikus hegység Clackamas megyében, Oregon államban. A hegység 11,6 km távolságra, délnyugatra fekszik a Mount Hood hegytől és 3,1 km távolságra található Government Camptól a Zigzag-folyó és a Still Creek között, a Zigzag-hegységtől délre. A Mount Hood lábának is szokták titulálni, mivel kis magasságú hegységről van szó. 
A hegység nevét a csúcsán elhelyezkedő három kiszögellésről kapta, melyek együtt egy cirkuszvölgyet formáznak, mely a Mount hood Skibowl sípálya részét képezi. Legmagasabb csúcsa 1545 méter magas. Elijah "Lige" Coalman, a Coalman-gleccser névadója szerint az elnevezés már 1897-ben használatban volt (megjegyzendő, hogy az angol nyelvben a Tom Dick and Harry amolyan helykitöltő név, mint magyarban például a Gipsz Jakab). A Mirror Lake a hegység északi részén helyezkedik el. Mind a Zigzag-hegység, mind a Tom Dick and Harry-hegység pliocén kori andezitből és bazaltból épülnek fel.

## Fordítás
Ez a szócikk részben vagy egészben  a   Tom Dick and Harry Mountain című angol Wikipédia-szócikk ezen változatának fordításán alapul.  Az eredeti cikk szerkesztőit annak laptörténete sorolja fel. Ez a jelzés csupán a megfogalmazás eredetét és a szerzői jogokat jelzi, nem szolgál a cikkben szereplő információk forrásmegjelöléseként.